# Weber (eenheid)
De weber (symbool Wb) is de SI-eenheid van magnetische flux.
Uitgedrukt in andere SI-eenheden:
{\displaystyle \mathrm {1\ Wb=1\ V\ s=1{\frac {kg\ m^{2}}{s^{2}\ A}}} }
Hierbij is V (volt) de eenheid voor spanning, s (seconde) de eenheid voor tijd, kg (kilogram) de eenheid voor massa, m (meter) de eenheid voor lengte en A (ampère) de eenheid voor elektrische stroom.
De weber is vernoemd naar de Duitse natuurkundige Wilhelm Eduard Weber.